# Voie de signalisation Notch

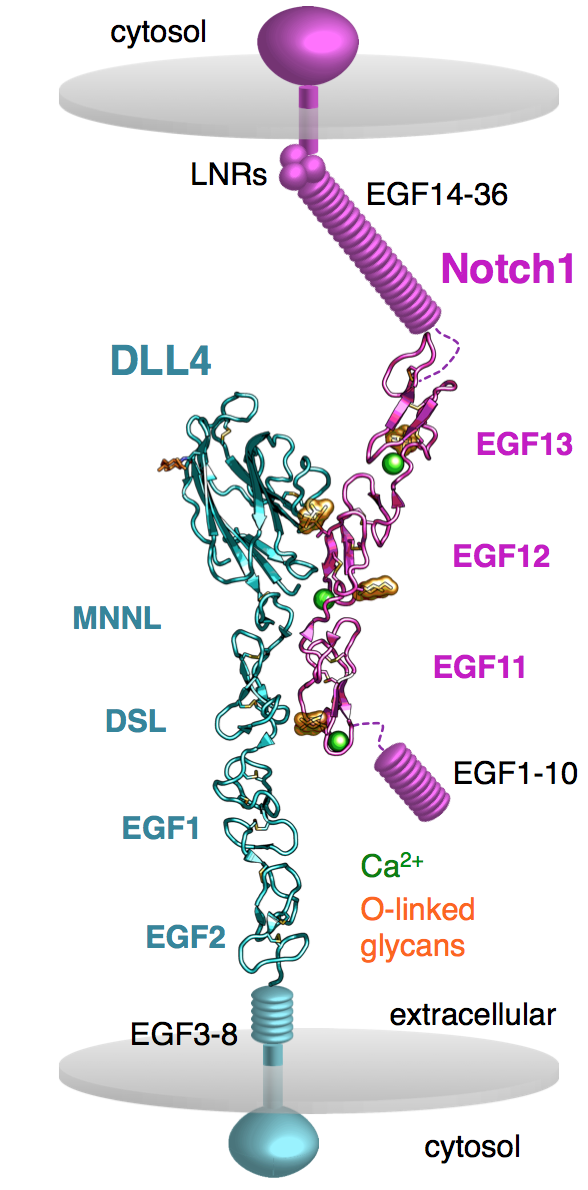
N1 dll4 cells.

La voie de signalisation Notch est une cascade de signalisation conservée chez tous les métazoaires. Elle doit son nom au gène Notch, qui code le premier élément de la cascade, le récepteur transmembranaire Notch.
La voie de signalisation Notch va permettre de déterminer le lignage d'une cellule. C'est une grande protéine enchassée dans la membrane et qui va être clivée pour ensuite s'intégrer dans une autre protéine, Delta. Le peptide restant de Notch est à nouveau clivé et va migrer dans le noyau pour réguler l'expression de certains gènes.

## Découverte
La mutation Notch a été identifiée chez la drosophile au début du XXe siècle dans le laboratoire de Thomas Hunt Morgan. Les femelles hétérozygotes présentent des déchirures caractéristiques à l’extrémité des ailes, à l’origine du nom donné à cette mutation (notch signifie « encoche » en anglais). La mutation est létale au stade embryonnaire chez les femelles homozygotes et les mâles hémizygotes (le gène est porté par le chromosome X).
La létalité embryonnaire s’explique par de sévères perturbations du développement, entraînant notamment la formation incomplète du tube digestif, l’absence de différenciation du mésoderme et de l’hypoderme, et l’hypertrophie et la désorganisation du système nerveux. Ce fut l’une des premières mutations à mettre en évidence l’importance de certains gènes dans le développement embryonnaire.

## Le récepteur Notch
Le produit du gène Notch est une protéine transmembranaire de type I d’environ 2 700 acides aminés. Elle possède un long segment extracytoplasmique caractérisé par la présence de motifs typiques des récepteurs à l’EGF ; ces motifs sont nécessaires à l’interaction avec les ligands de Notch, les protéines Delta et Serrate. Le domaine intracytoplasmique, plus court, contient notamment des signaux de localisation nucléaire (Nuclear Localization Signal, NLS) et un motif PEST régulant la dégradation de la protéine par le protéasome.
Au cours de son transit dans la membrane plasmique à travers l’appareil de Golgi, la protéine Notch est clivée par l’action de l’enzyme Furine. Les deux fragments résultants sont alors liés par une liaison Ca2+-dépendante, formant un hétérodimère intramoléculaire.

## La signalisation Notch

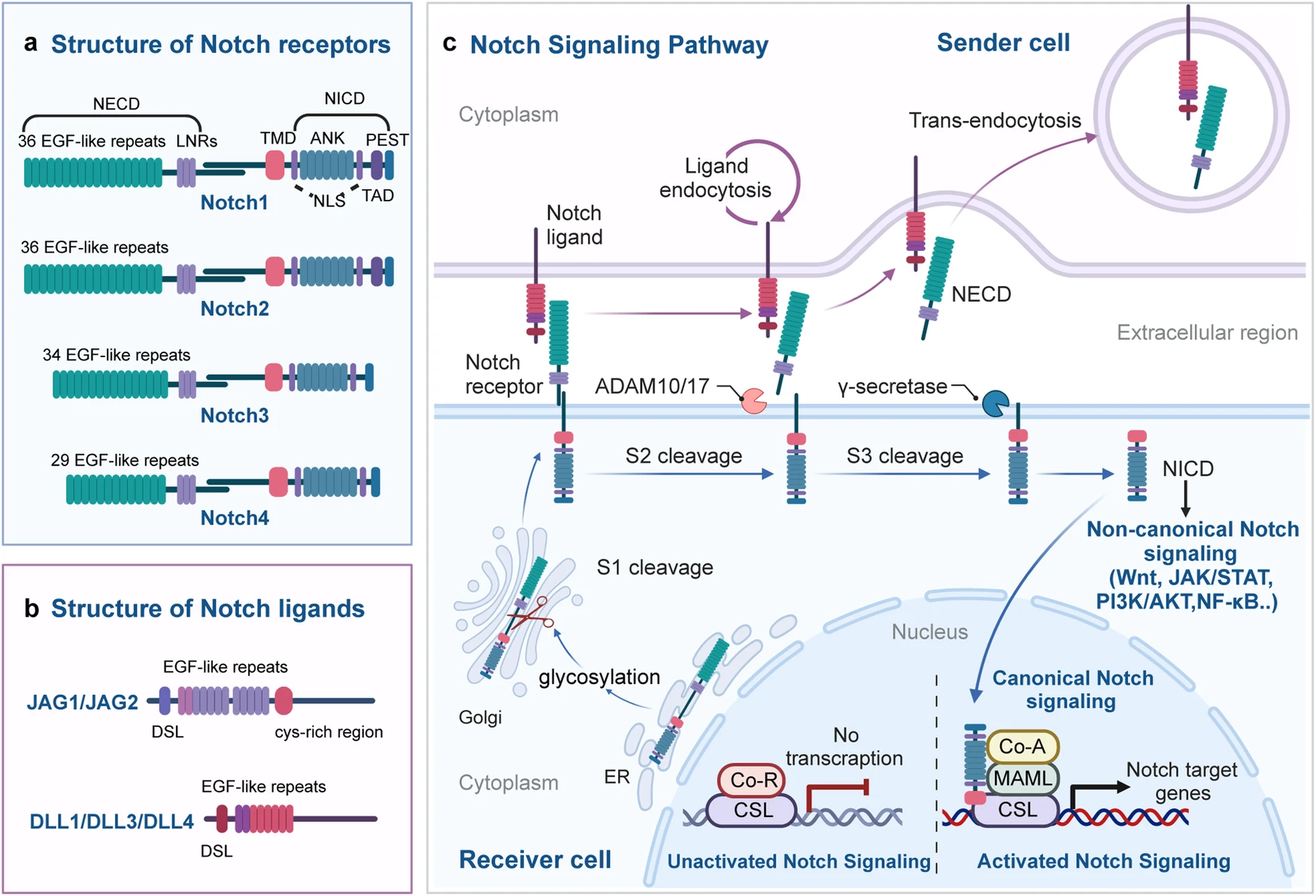
Voie de signalisation Notch

La signalisation Notch est une voie de signalisation juxtacrine (entre deux cellules au contact l’une de l’autre). La voie est activée par la liaison du récepteur Notch avec l’un de ses ligands, les protéines Delta et Serrate, elles-mêmes des protéines transmembranaires.
L’affinité du récepteur pour ses ligands dépend des modifications post-traductionnelles subies dans l’appareil de Golgi. Notamment, la O-fucosylation des motifs EGF-R est nécessaire à l’interaction avec les deux ligands, tandis que l’addition de groupements N-acétylglucosamines sur les résidus fucosylés promeut spécifiquement l’interaction avec Delta au détriment de Serrate.

### La voie canonique
La liaison des ligands Delta ou Serrate sur le récepteur Notch provoque immédiatement deux réactions de clivage protéolytique du récepteur :
- un premier clivage est médié par l’enzyme Kuzbanian et libère le fragment extracytoplasmique de Notch (Notch Extra Cellular Domain, Necd) ;
- un second clivage est médié par la γ-secrétase et libère un court fragment transmembranaire, Nβ, et le segment intracytoplasmique (Notch Intra Cellular Domain, Nicd).

Une fois libéré, le fragment Nicd est transporté dans le noyau. Il s’y associe avec les protéines Suppressor of Hairless et mastermind. Le complexe ainsi formé est doté d’une activité de régulation transcriptionnelle qui module la transcription de plusieurs gènes cibles. Dans la voie canonique, les cibles les plus importantes sont le gène Notch lui-même (qui est donc activé par son propre produit, ce qui permet une amplification de la réponse Notch) et les gènes du complexe Enhancer of split.
Le complexe Enhancer of split code des facteurs de transcription à motifs hélice-boucle-hélice (Helix-Loop-Helix, HLH) exerçant une activité essentiellement répressive. Notamment, ils répriment la transcription des gènes du complexe Achaete-Scute, responsable entre autres de l’activation des gènes pro-neuraux.
Le tableau suivant résume la voie Notch canonique et donne les homologues des gènes impliqués chez quelques autres espèces :
| Rôle      | D. melanogaster                | C. elegans    | H. sapiens       |
| --------- | ------------------------------ | ------------- | ---------------- |
| Récepteur | Notch (N)                      | glp-1, lin-12 | NOTCH1 à NOTCH4  |
| Ligand    | Delta (Dl)                     | lag-2         | DLL1, DLL3, DLL4 |
| Ligand    | Serrate (Ser)                  | apx-2         | JAG1 et JAG2     |
| Cofacteur | Suppressor of Hairless (Su(H)) | lag-1         | RBPJ             |
| Cofacteur | mastermind (mam)               | lag-3         | MAML1 à MAML3    |
| Cible     | Enhancer of split (E(spl))     | lin-22        | HES1 à HES7      |

### Les voies non-canoniques
Plusieurs constatations font fortement soupçonner l’existence d’une ou plusieurs voies de signalisation passant par Notch distinctes de la voie canonique décrite ci-dessus, notamment :
- l’activation du récepteur par des ligands n’appartenant pas à la famille Delta/Serrate ;
- la possible interaction du Nicd avec des facteurs tels que NF-κB, HIF-1 ou les protéines Smad ;
- le fait que Notch exerce des activités cytoplasmiques, ne nécessitant pas son clivage et son transport nucléaire.